# Jordan Bell
Pour les articles homonymes, voir Jordan et Bell.
Jordan Bell, né le 7 janvier 1995 à Los Angeles en Californie, est un joueur américain de basket-ball évoluant aux postes d'ailier fort et pivot.

## Biographie

### Carrière universitaire
Bell naît à Los Angeles et fréquente le lycée polytechnique Long Beach (en) de Long Beach en Californie.
Bell s'engage auprès des Ducks de l'université de l'Oregon pour jouer au basket-ball universitaire.
Pour sa première année, Bell réalise des moyennes de 5,1 points, 6,1 rebonds et 2,7 contres par match. Ses 94 contres en une saison constituent un record pour une saison. En tant que sophomore, ses moyennes sont de 7,0 points, 5,4 rebonds et 1,8 contre par match. En tant que junior, Bell obtient des moyennes de 10,9 points, 8,8 rebonds et 2,3 contres par match, ce qui permet aux Ducks de l'Oregon d'atteindre le Final Four,.
Le 18 avril 2017, Bell s'inscrit à la draft de la NBA.

### Carrière professionnelle

#### Warriors de Golden State (2017-2019)
Le 22 juin 2017, il est sélectionné à la 38e position de la draft 2017 de la NBA par les Bulls de Chicago.
Le 1er décembre 2017, Bell marque 16 points sur 8/10 en 16 minutes de jeu contre le Magic d'Orlando dans une victoire de 133-112. Le 22 décembre 2017, contre les Lakers, il marque 20 points sur 9-sur-13 au tir avec 10 rebonds en 25 minutes. Entre le 3 et le 5 mars 2018, il dispute une rencontre avec les Warriors de Santa Cruz en G-League. Le 14 avril 2018, Bell a fait ses débuts en séries éliminatoires de la NBA, sortant du banc avec trois points et deux rebonds dans une victoire de 113 à 92 sur les Spurs de San Antonio. Les Warriors atteignent les finales de la NBA 2018 et battent les Cavaliers de Cleveland en quatre matchs.

#### Timberwolves du Minnesota (2019 - février 2020)
Le 2 juillet 2019, il s'engage avec les Timberwolves du Minnesota pour une saison.

#### Grizzlies de Memphis (février-mars 2020)
Le 5 février 2020, il est échangé du côté des Rockets de Houston. Le lendemain, il est envoyé aux Grizzlies de Memphis en échange de Bruno Caboclo.
Le 29 juin 2020, il signe un contrat avec les Cavaliers de Cleveland. Il est ensuite transféré en novembre 2020 aux Lakers de Los Angeles en compagnie de Alfonzo McKinnie et en échange de JaVale McGee. Le 24 novembre 2020, il est coupé par les Lakers de Los Angeles.

#### Wizards de Washington (janvier puis avril 2021)
Le 23 janvier 2021, il signe un contrat de 10 jours avec les Wizards de Washington. En avril 2021, il signe à nouveau un contrat de 10 jours en faveur des Wizards.

#### Warriors de Golden State (2021)
En mai 2021, il est de retour aux Warriors de Golden State sous la forme d'un contrat two-way.

#### Bulls de Chicago (décembre 2021-janvier 2022)
Fin décembre 2021, il s'engage en faveur des Bulls de Chicago avec un contrat de 10 jours. Il participe à une rencontre et joue 2 minutes.

## Palmarès
- Champion NBA en 2018 avec les Warriors de Golden State
- Second-team All-Pac-12 (2017)
- Pac-12 Defensive Player of the Year (2017)

## Statistiques
| Champion NBA |

gras = ses meilleures performances

### Années universitaires[23]
| Saison    | Équipe | Matchs | Titul. | Min./m | % Tir | % 3pts | % LF | Rbds/m. | Pass/m. | Int/m. | Ctr/m. | Pts/m. |
| --------- | ------ | ------ | ------ | ------ | ----- | ------ | ---- | ------- | ------- | ------ | ------ | ------ |
| 2014-2015 | Oregon | 35     | 20     | 23,7   | 59,7  | 0,0    | 50,0 | 6,11    | 1,34    | 0,80   | 2,69   | 5,06   |
| 2015-2016 | Oregon | 30     | 4      | 21,2   | 57,6  | 0,0    | 51,9 | 5,43    | 1,27    | 1,13   | 1,73   | 7,00   |
| 2016-2017 | Oregon | 39     | 38     | 28,8   | 63,6  | 21,4   | 70,1 | 8,77    | 1,79    | 1,26   | 2,26   | 10,95  |
| Total     | Total  | 104    | 62     | 24,9   | 61,0  | 18,8   | 62,7 | 6,91    | 1,49    | 1,07   | 2,25   | 7,83   |

### Professionnelles

#### Saison régulière NBA
| Saison    | Équipe       | Matchs | Titul. | Min./m | % Tir | % 3pts | % LF  | Rbds/m. | Pass/m. | Int/m. | Ctr/m. | Pts/m. |
| --------- | ------------ | ------ | ------ | ------ | ----- | ------ | ----- | ------- | ------- | ------ | ------ | ------ |
| 2017-2018 | Golden State | 57     | 13     | 14,2   | 62,7  | 0,0    | 68,2  | 3,63    | 1,79    | 0,61   | 0,98   | 4,60   |
| 2018-2019 | Golden State | 68     | 3      | 11,6   | 51,6  | 0,0    | 61,0  | 2,71    | 1,12    | 0,29   | 0,75   | 3,28   |
| 2019-2020 | Minnesota    | 27     | 0      | 8,7    | 53,3  | 22,2   | 58,6  | 2,89    | 0,52    | 0,07   | 0,37   | 3,07   |
| 2019-2020 | Memphis      | 2      | 0      | 10,7   | 42,9  | 66,7   | 100,0 | 1,50    | 1,00    | 0,50   | 0,00   | 5,00   |
| 2020-2021 | Washington   | 5      | 1      | 13,4   | 35,0  | 0,0    | 0,0   | 3,80    | 1,00    | 0,60   | 0,60   | 2,80   |
| Total     | Total        | 159    | 17     | 12,1   | 55,4  | 20,0   | 63,8  | 3,09    | 1,25    | 0,38   | 0,75   | 3,72   |

Mise à jour le 24 avril 2021

#### Playoffs NBA
| Saison | Équipe       | Matchs | Titul. | Min./m | % Tir | % 3pts | % LF | Rbds/m. | Pass/m. | Int/m. | Ctr/m. | Pts/m. |
| ------ | ------------ | ------ | ------ | ------ | ----- | ------ | ---- | ------- | ------- | ------ | ------ | ------ |
| 2018   | Golden State | 17     | 0      | 10,2   | 53,1  | 0,0    | 50,0 | 2,76    | 0,88    | 0,35   | 0,53   | 2,41   |
| 2019   | Golden State | 15     | 2      | 7,0    | 54,8  | 0,0    | 70,0 | 1,27    | 0,73    | 0,27   | 0,47   | 2,73   |
| Total  | Total        | 32     | 2      | 8,7    | 54,0  | 0,0    | 58,3 | 2,06    | 0,81    | 0,31   | 0,50   | 2,56   |

Mise à jour le 16 août 2020

## Records sur une rencontre en NBA
Les records personnels de Jordan Bell en NBA sont les suivants, :
| Type de statistique        | Saison régulière | Saison régulière                  | Saison régulière | Playoffs | Playoffs                  | Playoffs    |
| Type de statistique        | Record           | Adversaire                        | Date             | Record   | Adversaire                | Date        |
| -------------------------- | ---------------- | --------------------------------- | ---------------- | -------- | ------------------------- | ----------- |
| Points                     | 20               | Lakers de Los Angeles             | 22 décembre 2017 | 11       | Trail Blazers de Portland | 16 mai 2019 |
| Paniers marqués            | 9                | Lakers de Los Angeles             | 22 décembre 2017 | 4        | 2 fois                    | 2 fois      |
| Paniers tentés             | 13               | Lakers de Los Angeles             | 22 décembre 2017 | 7        | Trail Blazers de Portland | 16 mai 2019 |
| Paniers à 3 points réussis | 1                | 4 fois                            | 4 fois           | -        | -                         | -           |
| Paniers à 3 points tentés  | 2                | @ Clippers de Los Angeles         | 24 février 2020  | 1        | Cavaliers de Cleveland    | 31 mai 2018 |
| Lancers francs réussis     | 6                | @ Heat de Miami                   | 27 février 2019  | 3        | Trail Blazers de Portland | 16 mai 2019 |
| Lancers francs tentés      | 10               | @ Heat de Miami                   | 27 février 2019  | 4        | 2 fois                    | 2 fois      |
| Rebonds offensifs          | 6                | Lakers de Los Angeles             | 22 décembre 2017 | 3        | 2 fois                    | 2 fois      |
| Rebonds défensifs          | 11               | Jazz de l'Utah                    | 27 décembre 2017 | 4        | @ Cavaliers de Cleveland  | 6 juin 2018 |
| Rebonds totaux             | 13               | Jazz de l'Utah                    | 27 décembre 2017 | 6        | 2 fois                    | 2 fois      |
| Passes décisives           | 8                | Mavericks de Dallas               | 14 décembre 2017 | 3        | 2 fois                    | 2 fois      |
| Interceptions              | 3                | Nets de Brooklyn                  | 10 novembre 2018 | 2        | Trail Blazers de Portland | 16 mai 2019 |
| Contres                    | 6                | Bulls de Chicago                  | 24 novembre 2017 | 2        | 3 fois                    | 3 fois      |
| Balles perdues             | 4                | 3 fois                            | 3 fois           | 2        | 3 fois                    | 3 fois      |
| Minutes jouées             | 31               | @ Pelicans de La Nouvelle-Orléans | 27 janvier 2021  | 21       | Rockets de Houston        | 26 mai 2018 |

- Double-double : 1
- Triple-double : 0

Dernière mise à jour : 26 juin 2021

## Salaires
| Année       | Équipe      | Salaire     |
| ----------- | ----------- | ----------- |
| 2017-2018   | Warriors    | 815 615 $   |
| 2018-2019   | Warriors    | 1 378 242 $ |
| Total Gains | Total Gains | 2 193 857 $ |
| 2019-2020   | Grizzlies   | 1 650 564 $ |
| 2019-2020   | Cavaliers   | 250 000 $   |